# Abdulah Sidran
Abdulah Sidran, né le 2 octobre 1944 à Sarajevo et mort le 23 mars 2024 dans la même ville, est un écrivain, poète et scénariste yougoslave puis bosnien.
Abdulah Sidran est l'un des plus grands poètes contemporains de Bosnie-Herzégovine mais il est surtout connu comme le scénariste des deux premiers films d'Emir Kusturica.

## Biographie
Abdulah Sidran naît le 2 octobre 1944 à Sarajevo où il effectue l'intégralité de sa scolarité qu’il termine à la faculté de philosophie de l'Université.
Il est diplômé de langue serbo-croate et de littérature yougoslave. Après ses études, il est durant plusieurs années le rédacteur en chef du journal étudiant Naši dani (Nos Jours) puis, durant 10 ans, il est professeur assistant à l'Université du travail Đuro Đaković à Sarajevo.
Après la publication de ses premières œuvres, au début des années 1970, il se consacre uniquement à la littérature à partir de 1979. Jusqu'en 1992, il est l'un des dramaturges de la Televizija Sarajevo et écrit, notamment, le scénario de Jegulje putuju u Sargasko more en 1979 et de Veselin Maslesa en 1981.
Il aborde le cinéma en 1981 et coécrit, avec Emir Kusturica le scénario de Te souviens-tu de Dolly Bell ?, suivi d'une 2e collaboration avec ce réalisateur, en 1985, pour Papa est en voyage d'affaires. Entre autres scénarios, il coécrit, avec Ademir Kenović celui du film Le Cercle parfait.

« Le matin, j'émerge de mes rêves, le plus heureux des anges. (...)
Je me couche le soir, un vrai salaud.
Qu'ai-je donc fait entre-temps ?
J'ai fréquenté les hommes et fouillé dans leur merde. »

— Abdulah Sidran — 
durant le siège de Sarajevo, 1993

Pour La bara di Sarajevo, l'édition italo-bosniaque de son recueil Sarajevski tabut, il reçoit en 1996, à Trieste, lors de la 7e édition du festival cinématographique Alpe Adria Cinema, le premier prix Sarajevo de la Fondazione Laboratorio Mediterraneo.
Abdulah Sidran est membre de l'Académie des sciences et des arts de la Bosnie-Herzégovine (ANUBiH).
Il vivait et travaillait à Sarajevo et Goražde.

## Publications

### Recueils de poèmes en version originale
- Šahbaza, Sarajevo : Književna grupa "Kalibar 70,", 1970, 38 p.
- Potukač, Zagreb : Centar za društvene djelatnosti omladine, 1971, 85 p.
- Kost i meso, Sarajevo : Veselin Maslesa, 1976, 59 p.
- Sarajevska zbirka, Sarajevo : "Svjetlost", OOUR Izdavačka djelatnost, 1979, 100 p.
- Bolest od duše, Nikšić : NIO "Univezitetska riječ", 1988, 63 p.  (ISBN 978-86-427-0007-6)
- Sarajevski tabut, Sarajevo : Bosanska knjiga, 1993, 221 p.
- Zašto tone Venecija, Sarajevo : Bosanska knjiga, 1996, 129 p.
- Sarajevska zbirka i druge pjesme, Sarajevo : Sarajevo-Publishing, 1999, 128p.  (ISBN 978-9958-21-081-5)
- Morija, Sarajevo : Pres-Sing, 2006, 181 p.  (ISBN 978-9958-9676-2-7)
- Otkup sirove kože, Beograd : Službeni glasnik, 2011, 460 p.  (ISBN 978-8651911135)
- Oranje mora, Sarajevo : Buybook, 2016, 345 p.  (ISBN 978-9958303227)

### Recueils de poèmes en version française
- Je suis une île au cœur du monde, traduction française de Mireille Robin, Strasbourg : La Nuée Bleue, 1995, 127 p.  (ISBN 978-2-7165-0354-9)
- Cercueil de Sarajevo (Sarajevski tabut) suivi de Juifs de Sarajevo, un nouvel exode de Dzevad Karahasan, traduction française de Mireille Robin, tiré à part édité par les rencontres culturelles de la Fnac/UNESCO à l'occasion de l'exposition Sarajevo 93-17 gravures pour la paix, 1993, 16 p[5].

### Ouvrage illustré
- Sarajevo, texte d'Abdulah Sidran, traduction française de Mireille Robin, photographies : Zoran Filipović, Guy Foulon, Gérard Rondeau, Pierre Vallet, Agence Roger-Viollet, Agence VU, Paris : Éditions du Demi-cercle, 1994, 90 p.  (ISSN 1242-6229)

## Filmographie

### Scénariste
- 1981 : Te souviens-tu de Dolly Bell ? (Sjecas li se Dolly Bell), d'Emir Kusturica
- 1985 : I to ce proci, de Nenad Dizdarević
- 1985 : Papa est en voyage d'affaires (Otac na sluzbenom putu), d'Emir Kusturica
- 1989 : Povratak Katarine Kozul, de Slobodan Praljak
- 1989 : Kuduz, d'Ademir Kenović
- 1991 : Praznik u Sarajevu, de Benjamin Filipović
- 1997 : Le Cercle parfait (Savrseni krug), d'Ademir Kenović
- 2007 : Estrellita, de Metod Pevec

### Acteur[style à revoir]
- 1989 : Kuduz, d'Ademir Kenović
- 1995 : Malraux ou la grande vie, d'Alain Ferrari : participant

## Discographie
- 1994 : Sarajevo Suite, album conçu autour des poèmes d'Abdulah Sidran, avec une cinquante de participants, dont Jean-Jacques Birgé, Jane Birkin, Bojan Z, Willem Breuker, Dee Dee Bridgewater, André Dussollier, Phil Minton, Bulle Ogier, Louis Sclavis, Henri Texier..., au profit de la reconstruction de la Bibliothèque Nationale de Sarajevo (Les Allumés du Jazz)[6]

## Prix et distinctions
- 1979 : Prix de l'Association des écrivains de Bosnie-Herzégovine (Godišnja nagrada Udruženja književnika BiH)
- 1979 : Prix Svjetlost (Godišnja nagrada Izdavačkog preduzeča Svjetlost)
- 1980 : Prix de la ville de Sarajevo (Šestoaprilska nagrada grada Sarajeva)
- 1994 : Prix de la liberté d'écrire du PEN American Center
- 1996 : Prix Sarajevo de la Fondazione Laboratorio Mediterraneo[4]